# Râul Tilișcuța
Râul Tilișcuța este un curs de apă, afluent al râului Tilișca. 